# Compactare
Compactarea este procesul de lucru din construcții prin care se îmbunătățește capacitatea terenului de a rezista greutății clădirilor, căilor de comunicație și instalațiilor amplasate pe el. În cursul compactării, particulele componente solide ale terenului se apropie între ele sub acțiunea unor forțe exterioare, micșorându-se porii și eliminându-se surplusul de apă. Compactarea se execută diferențiat în funcție de proprietățile pământului și ale materialelor de construcții utilizate.

## Procedee de compactare
Compactarea se poate realiza prin următoarele procedee:
-prin presiune statică, prin trecerea peste terenul care trebuie compactat a unor tăvălugi a căror suprafață poate fi netedă sau cu proeminențe numindu-se compactare prin cilindrare;
-prin acțiuni dinamice, efectuate prin lovire cu plăci sau mașini care sar;
-prin vibrații, cu frecvența apropiată de cea a oscilațiilor de rezonanță ale materialului de compactat, produse de vibratoare și mașini de vibrat;
-prin acțiuni combinate ( presiune statică și vibrare, presiune statică și lovire).
Alegerea procedeelor de compactare se face în funcție de categoria de teren, grosimea stratului de compactat, gradul de compactare necesar și frontul de lucru.
- Compactarea prin cilindrare se poate realiza cu compactoarele cu cilindri (rulouri, tăvălugi), remorcate sau autopropulsate. Sub acțiunea greutății tăvălugilor, materialul este presat, iar după trecerea acestora nu mai revine la înălțimea inițială, ci rămâne cu o deformație permanentă h  care măsoară gradul de compactare realizat.Grosimea stratului de pământ care poate fi compactat prin acest procedeu este cuprinsă între 10 și 50 de centimetri.

- Compactarea prin batere se face prin căderea repetată a unui corp având greutate dată de la o înălțime fixată. În acest mod lucrează plăcile și maiurile mecanice. Au aparut metode de compactare prin batere ce actioneaza pe adancimi de pana la 7-10m.[1]

- Compactarea prin vibrare se realizează prin transmiterea vibrațiilor efectuate de diferite mecanisme materialelor de compactat. După acest procedeu lucrează vibratoarele de adâncime și de suprafață și plăcile vibratoare pentru compactarea terenurilor cu coeziune mică (nisip, pietriș, etc).

- Compactarea prin acțiune combinată se face prin dotarea compactoarelor cu acțiune statică cu mecanisme vibratoare, care transmit rulourilor vibrațiile produse. Efectul de compactare al compactoarelor vibratoare cu rulouri netede se manifestă până la adâncimi de 1 metru pe terenuri cu coeziune redusă (nisip, pietriș, balast). Efectul unei astfel de mașini cu masa de 2,5 până la 5 tone este echivalent cu al unui compactor cu acțiune statică de 10 până la 18 tone.